# Thordisa pinguis
Thordisa pinguis (Er. Marcus & Ev. Marcus, 1970) è un mollusco nudibranchio appartenente alla famiglia Discodorididae.